# Zdeněk Chlup
Zdeněk Chlup (7. února 1921 Brno – 21. března 2002 Brno) byl český a československý architekt a urbanista (hlavní architekt Brna), politik Komunistické strany Československa, představitel reformního proudu v KSČ během pražského jara, poslanec Sněmovny národů Federálního shromáždění a České národní rady na počátku normalizace. Pak profesně a politicky pronásledován.

## Biografie
Absolvoval Vysoké učení technické v Brně. Pracoval jako projektant. K roku 1969 se uvádí coby hlavní architekt města Brno, kde též bydlel.
Patří mezi hlavní osobnosti poválečné československé architektury a urbanistiky. V 50. letech působil jako vedoucí ateliéru podniku Stavoprojekt Košice, kde řešil rozsáhlé nové obytné soubory (Košice-Šaca) a regionální plánování východního Slovenska. Účastnil se tuzemských i zahraničních urbanistických soutěží. V roce 1960 získal například 2. cenu v soutěži na obytný experimentální obvod Moskvy. V roce 1961 se podílel na zhotovení směrného územního plánu Sofie a roku 1963 i Prahy. V roce 1967 se stal členem pařížského Institut de la Vie. Od roku 1967 byl rovněž čestným členem Svazu brazilských architektů. V 60. letech působil v brněnském Stavoprojektu a roku založil Útvar hlavního architekta města Brna, jehož ředitelem byl do konce dekády. Řešil tehdy rozsáhlé koncepce rozvoje města a navazoval na tradice meziválečné moderny. Díky jeho úsilí byl vydána takzvaná Černá kniha města Brna, která mapovala širší souvislosti vývoje městského organismu.
Po provedení federalizace Československa usedl v lednu 1969 do Sněmovny národů Federálního shromáždění. Do federálního parlamentu ho nominovala Česká národní rada, v níž rovněž zasedal. Ve FS setrval jen do listopadu 1969, kdy v důsledku ztráty poslaneckého křesla v ČNR přišel i o mandát ve FS.
Po nástupu normalizace byl politicky i profesně eliminován. Měl vydán zákaz práce v Brně a okolí. V 70. a 80. letech pracoval ve Výzkumném ústavu výstavby a architektury v Praze. Po sametové revoluci se opět angažoval v architektonickém a urbanistickém plánování Brna. Pomáhal v Brně zorganizovat dvě velké mezinárodní konference na toto téma a přičinil se o navázání styků s městem Utrecht. Zastupitelstvo města Brna mu roku 2001 udělilo Cenu města Brna.